# Onychium angustifrons
Onychium angustifrons är en kantbräkenväxtart som beskrevs av Ren-Chang Ching. Onychium angustifrons ingår i släktet Onychium och familjen Pteridaceae. Inga underarter finns listade.